# Джозеф Пікфорд

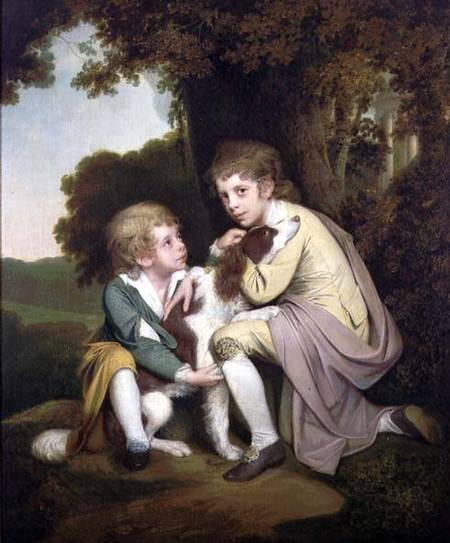
Діти Пікфорда; картина Джозефа Райта

Джозеф Пікфорд (англ. Joseph Pickford, 1736—1782) — англійський архітектор часів короля Георга III, який будував в георгіанському стилі.
Джозеф був другим сином своїх батьків, Вільяма і Мері Пікфорд, і народився у Ворікшірському місті Ашоу (англ. Ashow). 1748 року він покинув місто для навчання у свого дядька Вільяма в Лондоні. У квітні 1762 Джозеф одружився з Мері Уілкінс (англ. Mary Wilkins); у них було двоє дітей; існує портрет цих дітей авторства Джозефа Райта (роботи якого виставлені в Музеї і художньої галереї Дербі).
Серед найважливіших його робіт — будинок святої Олени, Етрурія Хол, і його власний будинок, нині відомий як Будинок-музей Пікфорда в Дербі, в якому розташований музей георгіанського стилю життя та костюму, а також експозиція, присвячена ляльковим театрам і підвал-бомбосховище 1940-х років.

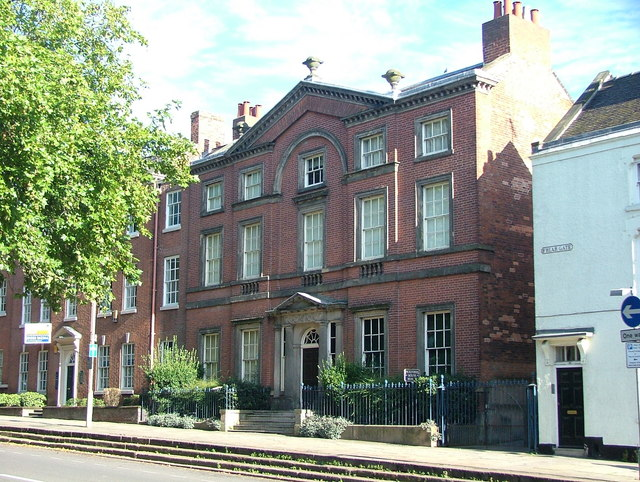
Будинок-музей Пікфорда
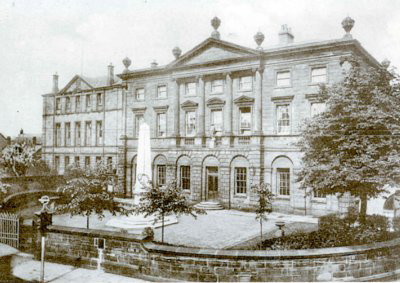
Будинок святої Елены
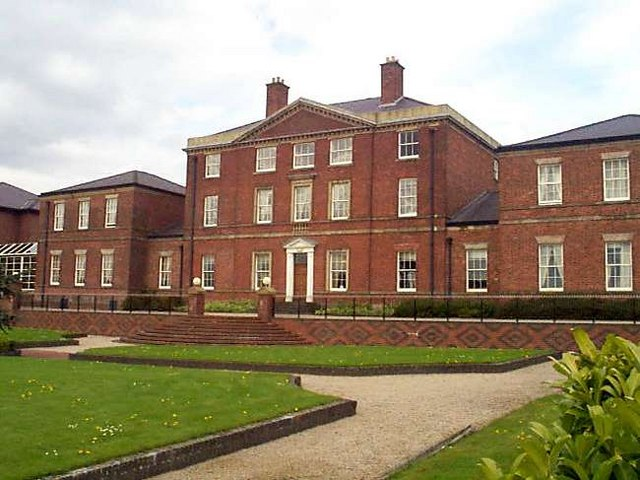
Етрурія Холл